# Sigma3 Cancri
Sigma3 Cancri (σ3 Cnc / 64 Cancri) es una estrella en la constelación de Cáncer de magnitud aparente +5,23.
Comparte la denominación de Bayer «Sigma» con otras dos estrellas, Sigma1 Cancri y Sigma2 Cancri.
De acuerdo a la nueva reducción de los datos de paralaje de Hipparcos, Sigma3 Cancri se encuentra a 296 años luz de distancia del sistema solar.
Sigma3 Cancri es una gigante amarilla de tipo espectral G9III con una temperatura efectiva entre 5043 y 5074 K.
Es 74 veces más luminosa que el Sol y, como la mayor parte de las estrellas de nuestro entorno, es una estrella del disco fino.
Su radio es 11 veces más grande que el radio solar y gira sobre sí misma con una velocidad de rotación proyectada de 1,9 km/s.
Tiene una masa estimada de 2,7 masas solares y una edad entre 470 y 630 millones de años.
Sigma3 Cancri presenta una metalicidad —abundancia relativa de elementos más pesados que el helio— algo menor que la del Sol ([Fe/H] = -0,09).
Por el contrario, los niveles de elementos de captura neutrónica como bario, praseodimio y cerio son más elevados que los solares.